# レオナルド・ダ・ビンチの生涯
『レオナルド・ダ・ビンチの生涯』（原題: La Vita di Leonardo da Vinci）は、レオナルド・ダ・ビンチの生涯を描いたテレビドラマのミニシリーズ。1972年、モンテカルロ国際テレビ祭金賞受賞作品。
- 監督：レナート・カステラーニ
- 出演
  - レオナルド・ダ・ヴィンチ：フィリップ・ルロワ（吹替・井上孝雄）
  - 解説者：ジュリオ・ボゼッティ（吹替・滝田裕介）　他

フィリップ・ルロワはフランスの俳優でありながら、イタリアに招かれてレオナルド・ダ・ヴィンチを演じ、絶賛された。
1972年にNHK総合テレビで5話にわたり放映された。後年、リマスター映像版で『ダ・ヴィンチ ミステリアスな生涯』としてDVD化された。だがこのDVD版は何箇所か映像カットされ、NHKで放映されたものとは吹替も異なる。

## 日本での放送
初回（NHK総合）
- 1972年7月26日 - 同年8月23日：水曜22:15 - 23:25（JST）

再放送（NHK総合・第1回）
- 1972年12月24日：22:00 - 23:10（JST）
- 1972年12月25日 - 同年12月28日：22:15 - 23:15（JST）

再放送（NHK総合・第2回）
- 1974年4月14日：日曜13:35 - 14:45（JST）
- 1974年4月28日 - 同年5月26日：日曜13:35 - 14:35（JST。ただし5月12日は14:25まで）

再放送（NHK教育）
- 1986年1月1日：11:30 - 16:39（JST）